# كاردينالي
كاردينالي (كالابريان: Cardinaru) هي بلدة وكومونا في مقاطعة قطنصار بمنطقة قلورية، جنوب إيطاليا.